# Diplotoxa octava
Diplotoxa octava är en tvåvingeart som beskrevs av Spencer 1986. Diplotoxa octava ingår i släktet Diplotoxa och familjen fritflugor. Inga underarter finns listade i Catalogue of Life.